# مارين جورينا
مارين جورينا (بالبرتغالية: Marin Jurina‏) (26 نوفمبر 1993 في ليفنو في البوسنة والهرسك - ) هو لاعب كرة قدم بوسني في مركز الهجوم لعب في نادي الفيصلي السعودي.

## روابط خارجية
- مارين جورينا على موقع اتحاد المجر (الهنغارية)
- مارين جورينا على موقع قاعدة بيانات كرة القدم.إي يو (الإنجليزية)
- مارين جورينا على موقع Soccerway.com (الإنجليزية)
- مارين جورينا على موقع عالم كرة القدم.نت (الإنجليزية)